# Gort an Choirce
Gort an Choirce (en anglès Gortahork) és una vila d'Irlanda, al comtat de Donegal, a la província de l'Ulster. És un dels districtes de la Gaeltacht de Cloch Cheann Fhaola juntament amb An Fál Carrach.

## Situació de l'irlandès
Hi ha 1.599 persones vivint al districte electoral de Gort an Choirce dels que el 81% són parlants nadius d'irlandès, un dels districtes electorals amb major proporció de parlants d'irlandès.

## Nom
El nom oficial de la vila és Gort an Choirce (anglicitzat a Gortahork). És conegut com la Parròquia de Críost Rí (Crist Rei) en la divisió catòlica o Tullaghobegley East en la divisió protestant.

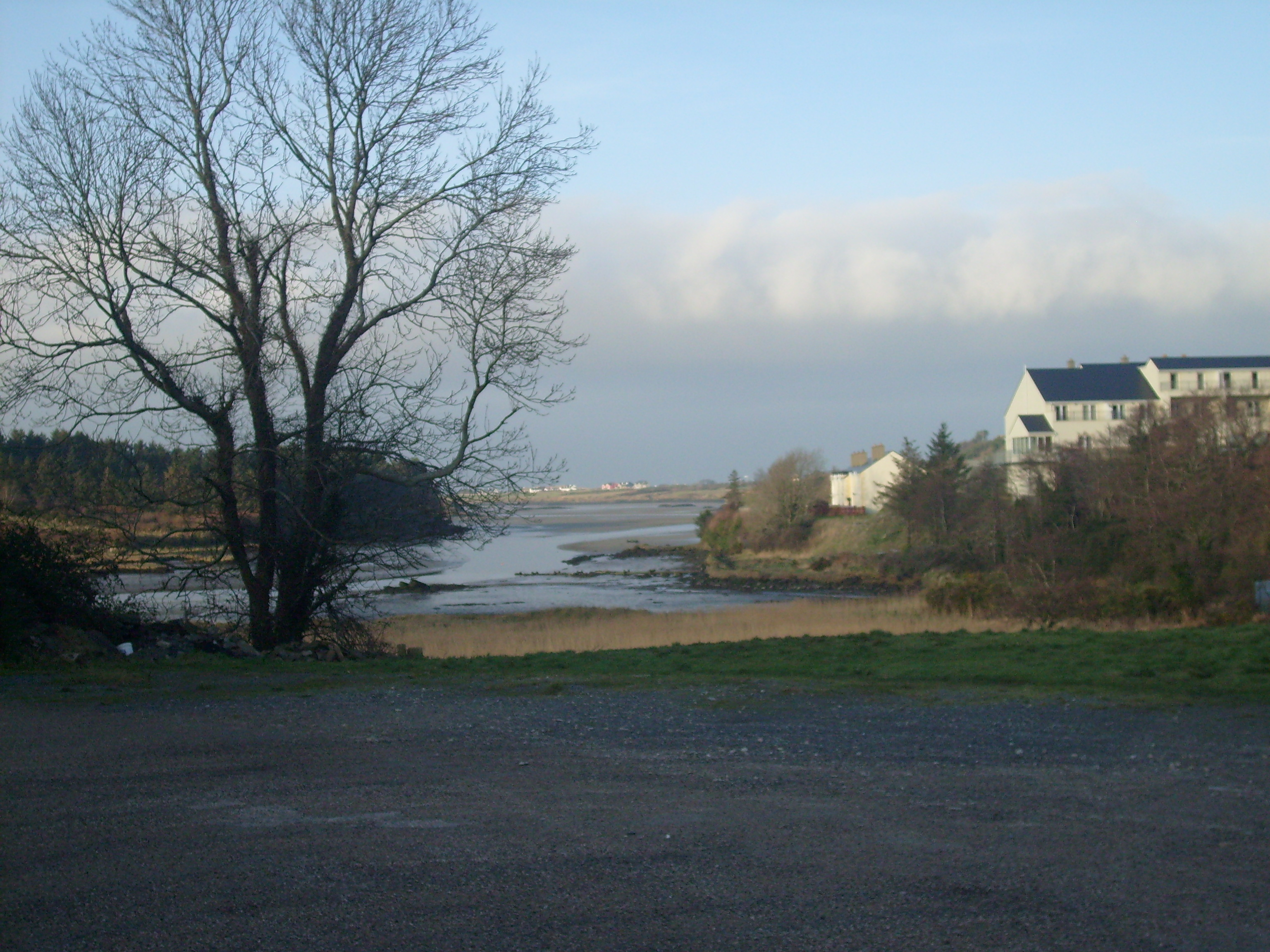
Un rierol a Gort a' Choirce.

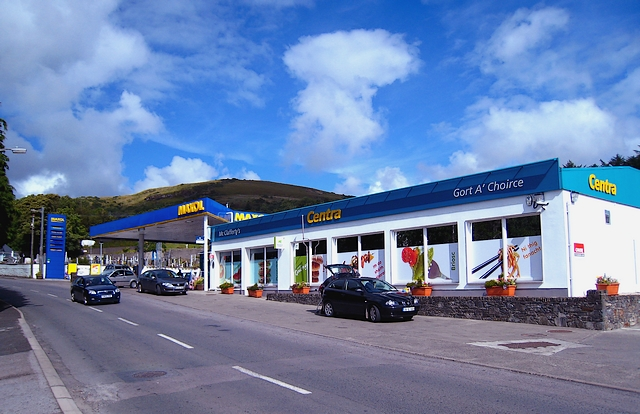
Tenda i garatge a Gort an Choirce.

## Història
S'afirma que Charlie McGee d'Inishbofin, a uns quatre quilòmetres de la costa de Gort an Choirce, fou la primera persona que va morir durant l'aixecament de Pasqua de 1916. McGee, membre de la Royal Irish Constabulary (RIC), va rebre un tret mentre era de servei a Castlebellingham (Comtat de Louth). Va ser dut a casa seva i fou enterrat a Gort an Choirce, on una làpida del RIC jeu sobre la seva tomba.
En 2006 Coláiste Uladh (Ulster College) celebrà el seu centenari. Entre els seus alumnes hi destacaren Pádraig Pearse, Joseph Mary Plunkett i Roger Casement – tres destacats participants de l'aixecament de 1916.

## Arts
Gort an Choirce ha estat la seu del Festival de Cinema Documental Guth Gafa des de 2006. El festival té lloc en maig i el primer any es van mostrar 30 films de 15 països diferents.
Gort an Choirce és esmentat en les estrofes inicials de la popular cançó de Christy Moore Lisdoonvarna.

## Personatges destacats
Nadius
- Cathal Ó Searcaigh, poeta
- Micí Mac Gabhann, autor del llibre Rotha Mór an tSaoil
- Breandán Mac Cnáimhs, traductor i presentador de RTÉ

Residents inclosos
- Gerry Adams, President del Sinn Féin[5]
- Phil Mac Giolla Bhain, periodista